# Здание мореходной школы (Таганрог)
Здание мореходной школы — дом № 14 по улице Шмидта в Таганроге Ростовской области. Было построено в начале XIX века и разрушено в 1940-х годах.

## История
В 1808 году сотник Николаев построил в Таганроге дом по адресу улица Шмидта, 14. Строение вначале использовалось для нужд портовой таможни, затем в помещении стал находиться коммерческий суд. По состоянию на 1813 год в доме разместился Строительный комитет и канцелярия градоначальства. В 1819 году в связи с необходимостью расширения пространства был надстроен второй этаж дома. В период с 1844 по 1853 год, когда градоначальником был князь Ливене, он устроил канцелярию в этом доме. При входе постоянно находился городовой, в задачи которого входило следить за соблюдением порядка, принимать поводья у тех всадников, которые приезжают в здание канцелярии.
Со временем в городе появилась необходимость в открытии мореходной школы. Раньше в Таганроге уже существовала штурманская школа, но по состоянию на 1825 год ее работа уже была прекращена. В 1867 году генерал-генерал Новороссийского края обратился к градоначальнику Таганрога Ивану Шестакову с пожеланием открыть в городе мореходные классы. Они были открыты в 1874 году при поддержке заведующего флотскими штурманами А. М. Иванова.
С началом работы школы, на учебе состоялось всего лишь 13 учеников. В 1882 году Министерством финансов был выдан запрет, согласно которому занимать должность шкипера может лишь тот человек, у которого есть диплом, подтверждающий его образование. Всем иным — - людям без специального образования — в такой работе должно быть отказано. При мореходной школе стал работать практический класс, принимающий на обучение людей не моложе 25 лет. В нем предусматривалось трехлетнее обучение. За 25 лет существования мореходных классов, в них прошли обучение и стали дипломированными шкиперами 266 человек. Известно, что в 1900 году председателем комитета школы был Василий Павлович Лукин — штабс-капитан корпуса флотских штурманов, а членом комитета — купец Николай Дмитриевич Диамантиди.
Среди предметов, которые преподавались ученикам, была мореходная астрономия, русский язык, практика и лоция, география сферическая и тригонометрия, пароходная механика — и многие другие дисциплины. В классах готовили шкиперов и штурманов дальнего и каботажного плаваний. Классы были рассчитаны на три года обучения, в них принимались ученики, достигшие четырнадцатилетнего возраста, не зависимо от сословия или вероисповедания. Учениками мореходной школы в программе обучения было совершение регулярных рейсов по Чёрному и Азовскому морям. В этот период в школе обучалось 63 человека, а численность книг в библиотеке достигала 1700 штук.
В январе 1910 года в школе между учениками выпускных классов и директором Трезуном возник конфликт. Ученики обвиняли руководство в плохом качестве обучения и недостатке нужных знаний. Они утверждали, что многие дисциплины не преподавались вообще, а некоторые были изложены лишь частично. Многие учащиеся заявили о своем желании покинуть школу. После этого, начальник Трезут заболел, а его обязанности стал исполнять начальник Таганрогского порта Александр Пименович Семенюта. Совет обратился к учащимся с просьбой продолжить занятия, но на это согласилась лишь половина учеников. В итоге в школе получилось не два, а один выпускной класс. Новым начальником школы стал статский советник Иван Эммануилович Кондо. Здание не сохранилось до наших времен, оно было разрушено в 1940-х годах.